# تربدان
تربدان (به فرانسوی: Trébédan) یک کمون در فرانسه است که در Canton of Plélan-le-Petit واقع شده‌است.

## خصوصیات
تربدان ۱۰٫۹۷ کیلومترمربع مساحت و ۳۷۳ نفر جمعیت دارد.